# Yi (tige céleste)
Pour les articles homonymes, voir Yi.
 (février 2025).
Si vous disposez d'ouvrages ou d'articles de référence ou si vous connaissez des sites web de qualité traitant du thème abordé ici, merci de compléter l'article en donnant les références utiles à sa vérifiabilité et en les liant à la section « Notes et références ».
Yi (乙, yǐ) est la seconde tige céleste du cycle sexagésimal chinois.
Elle correspond dans la théorie du yin et yang au yin et dans la théorie des cinq éléments à l’élément bois. Elle est également associée au point cardinal est. À cause de la forme en zigzag du caractère, dans la théorie du cycle sexagésimal représentant la croissance des plantes, le yi représente la croissance des jeunes pousses.
En chinois et dans une moindre mesure en japonais, yi réfère souvent au deuxième élément d'une série : la lettre B, la note « bien », l'idée de 2e catégorie... En chimie organique, il représente le groupe éthyle : éthane (乙烷 yǐwán), acide éthanoïque (乙酸 yǐsuān), éthanol (乙醇 yǐchún), etc.
Les années en yi sont celles du calendrier grégorien finissant par 5 : 1985, 1995, 2005, 2015, etc.
Dans le cycle sexagésimal chinois, la tige céleste yi peut s'associer avec les branches terrestres chou, hai, you, wei, si et mao pour former les combinaisons :
- Yichou (乙丑) = 2
- Yihai (乙亥) = 12
- Yiyou (乙酉) = 22
- Yiwei (乙未) = 32
- Yisi (乙巳) = 42
- Yimao (乙卯) = 52